# Erodium tocranum
Erodium tocranum là một loài thực vật có hoa trong họ Mỏ hạc. Loài này được Guitt. & Le Houér. mô tả khoa học đầu tiên năm 1969.